# Хуго III фон Тауферс
Хуго III фон Тауферс (на немски: Hugo III. von Taufers; † 1206/1216) е господар на замък Тауферс в Кампо Турес, Южен Тирол, Италия.

## Произход
Той е големият син на Хуго II фон Тауферс († ок. 1160) и вер. съпругата му Аделхайд († 28 януари 11..). Внук е на Хуго I фон Тауферс († сл. 1145). Брат е на Хайнрих фон Тауферс († пр. 1184), женен за Матилда фон Хоенбург († сл. 1224), който има двама сина, които продължават рода.
Около 1309/1315 г. голяма част от господството Тауферс отива на графовете на Тирол. Господарите фон Тауферс измират през 1336 г.

## Фамилия
Хуго III фон Тауферс се жени за Еуфемия фон Вилалта († сл. 1216). Те имат децата:
- Беатрикс фон Тауферс, омъжена за Ото бургграф на Линц
- Хайнрих фон Тауферс († 19 ноември 1239/7 януари 1240), епископ на Бриксен (1224 – 1239)